# North Bend (Washington)
North Bend je grad u američkoj saveznoj državi Washington. Prema popisu stanovništva iz 2010. u njemu je živjelo 5.731 stanovnika.